# Первомайська (Петуховський округ)
Первома́йська (рос. Первомайская) — присілок у складі Петуховського округу Курганської області, Росія.
Населення — 34 особи (2010, 40 у 2002).
Національний склад станом на 2002 рік:
- росіяни — 100 %